# Данфосс
Danfoss, «Данфосс» — датская компания, производитель тепловой и промышленной автоматики, холодильной и приводной техники.
Основана в 1933 году Мадсом Клаусеном как «Датский завод автоохлаждения и агрегатов» (дат. Dansk Køleautomatik og Apparat-Fabrik). Штаб-квартира — в Норборге.

## История
Инженер Мадс Клаузен (дат. Mads Clausen) изготовил первый рабочий дроссельный вентиль для холодильных систем собственной конструкции в 1932 году. Он был назван Danfoss, так как Dan означало датский, а «foss» было навеяно звуком потока воды. В 1933 году им была основана компания «Датский завод автоохлаждения и агрегатов» (дат. Dansk Køleautomatik og Apparat-Fabrik) в Элсмарке на острове Альс. В 1941 году деятельность была расширена на отопительное оборудование. Терморегулирующий вентиль был разработан Клаузеном в 1943 году.
В 1946 году компания была переименована в Danfoss. В 1950-х годах было начато производство компрессоров для холодильного оборудования. В 1958 году во Фленсбурге (Германия) был открыт первый зарубежный завод.
В 1962 году компания начала производство силовой электроники, и первым продуктом были изготовленные на заказ выпрямители, позже в 1968 году началось производство частотного преобразователя VLT, первого в своём роде в мире. Компания также расширила свою деятельность в гидравлику, первый гидравлический компонент был произведен на заводе в Норборге в 1964 году. Мадс Клаузен умер в 1966 году в возрасте 60 лет. Поскольку его сыновья были слишком молоды, чтобы управлять компанией, его вдова Биттен Клаузен взяла на себя роль главы правления. На тот момент годовой объём продаж компании составил 500 млн датских крон, а площадь фабрики выросла до 10 000 м².
В 1993 году была куплена компания Maneurop Compressors. Также в 1993 году был открыт завод в России, а в 1996 году — в КНР. В 2000 году подразделение гидравлики Danfoss Fluid Power было объединено с компанией Sauer Inc. в Sauer-Danfoss Inc., которая базировалась в Эймсе (Айова). В 2004 году компания открыла представительство в Москве. В 2006 году было куплено 12 компаний, крупнейшими из них были Scroll Technologies и Hago.
Подразделение Danfoss Compressors по производству бытовых компрессоров в 2010 году было продано немецкой компании Aurelius; подразделение имело заводы в Китае, Словении и Словакии.
В 2013 году были поглощены компании Danfoss Turbocor Compressors и Sauer-Danfoss, сформировавшие подразделение гидравлических систем Power Solutions. Также в 2013 году в один день были открыты две новые фабрики в Китае, в результате чего их число достигло семи. Китайский рынок был третьим по величине для компании. В 2014 году Danfoss приобрела компанию Vacon, производителя частотно-регулируемых приводов. Другими крупными покупками 2010-х годов были Sondex, White Drive products, Artemis Intelligent Power Ltd, Hydraulik Nord Fluidtechnik и AAIM controls.
В августе 2021 года за 3,3 млрд долларов была куплена компания Eaton Hydraulics.

## Деятельность
Подразделения компании по состоянию на 2024 год:
- Power Solutions — гидравлические приводы, насосное оборудование; 51 завод; 43 % выручки;
- Climate Solutions — холодильное оборудование, системы отопления, вентиляции и кондиционирования; 35 заводов; 32 % выручки;
- Power Electronics and Drives — электромоторы, силовая электроника; 16 заводов; 25 % выручки.

Выручка за 2024 год составила 9,7 млрд евро, её распределение по регионам: Европа — 41 %, Америка — 36 %, Азия — 23 %.
Крупнейшие заводы компании находятся в Дании (Норборг), Германии (Оффенбах и Фленсбург), Индии (Ченнаи), Китае (Тяньцзинь), США (Таллахасси), Финляндии (Вааса).

## Критика
В декабре 2011 года Danfoss была оштрафована Еврокомиссией на 90 млн евро за участие в период с 2004 по 2007 год в картельном сговоре производителей холодильного оборудования, в который также входили Embraco, Tecumseh Products, Panasonic и Appliances Components Companies.